# 미스터 룸바
《미스터 룸바》(영어: Out to Sea)는 미국에서 제작된 마사 쿨리지 감독의 1997년 로맨틱 코미디 영화이다. 잭 레먼, 월터 매사우 등이 출연하였고, 존 데이비스 등이 제작에 참여하였다.

## 줄거리
두 남자, 찰리 고든과 허브 설리번은 각기 다른 사연을 가진 인물들이다. 찰리는 도박에 강박적으로 집착하며, 그의 처남 허브는 아내 수지를 여의었다. 찰리는 허브를 속여 호화로운 홀랜드 아메리카 유람선 여행에 초대하고, 배가 떠나고 나서야 두 사람이 여성 승객들 대상 사교춤 상대로 일해야 한다는 사실을 밝힌다. 두 사람은 강압적이고 통제적인 관리 책임자 길 고드윈이 지배하는 분위기 속에서 하루하루를 보내며, 춤을 추지 않으면 막대한 금액을 지불하거나 선박에서 쫓겨날 위험에 처하게 된다.
둘은 각자 유람선에서 특별한 여성을 만나게 된다. 찰리는 상속녀 리즈 러브렉에게 끌리지만, 그녀가 실제로는 파산 상태이며 부자 남자를 만나려고 유람선에 탔다는 사실을 모른다. 한편 독특한 매력을 지녔으며 남편과 사별한 책 편집자 비비언은 허브가 의사라는 착각을 하게 된다. 진실을 고백한 허브는 비비언에게 끌리지만 여전히 아내 수지에 대한 사랑이 마음속에 남아 있어 갈등을 겪는다.
항해가 계속되면서 찰리와 리즈는 결혼을 결심하고, 허브 역시 비비언과의 관계를 발전시키기로 마음먹는다. 하지만 찰리가 리즈에게 부자 행세를 해 온 게 들통나면서 두 사람의 관계는 일시적인 위기를 맞이한다. 결국 허브는 비비언에게, 찰리는 리즈에게 자신의 진심을 전하게 된다.
마지막에는 허브와 찰리가 두 여성과 함께 행복한 결말을 맞이하며 유람선에서의 삶을 마무리하게 된다.

## 출연진
- 잭 레먼 - 허브 설리번 역
- 월터 매사우 - 찰리 고든 역
- 다이앤 캐넌 - 리즈 러브렉 역
- 글로리아 디헤이븐 - 비비언 역
- 브렌트 스파이너 - 길 골드윈 역
- 일레인 스트리치 - 메이비스 러브렉 역
- 에스텔 해리스 - 브리짓 역
- 핼 린든 - 맥 밸러 역
- 도널드 오코너 - 조너선 데버로 역
- 에드워드 멀헤어 - 컬런 카즈웰 역
- 루 매클래너핸 - 엘런 커러더스 역
- 조 비터렐리 - 미키 역 (크레디트 미기재)
- 알렉산드라 파워스 - 셸리 역
- 숀 오브라이언 - 앨런 역
- 컨체타 토메이 - 매지 역
- 데일 라울 - 실비아 역
- 베벌리 폴신 - 펄 역
- 숀 투브 - 내기를 거는 남자 역

## 기타 제작진
- 협력 제작: 욜리 퍼로팻
- 배역: 재키 버치
- 미술: 제임스 스펜서
- 의상: 제인 로빈슨